# 龙游北站
龙游北站是杭衢高速铁路上的中间站，位于中华人民共和国浙江省衢州市龙游县塔石镇杜山徐村。车站计划将由上海局集团金华车务段管理，办理客运业务，规模2台4线。

## 车站结构
龙游北站站房建筑面积8630.4平方米，为线侧平式站房。外立面设计融入龙游石窟和龙游当地山水等元素，内部主体一层，局部二层，高18.3米。